# Paropamisada
Paropamisada (Koine Παροπαμισάδαι) (także: Paropamisadai, Paropamisos) – grecka starożytna nazwa krainy leżącej w górach Hindukusz, we wschodnim Afganistanie. W jej centrum znajdowały się dzisiejsze miasta Kabul i Bagram.
Stanowiła ona część państwa Aleksandra Macedońskiego, a następnie Seleucydów i Królestwa Greko-Baktryjskiego. 